# Stuart E. Eizenstat

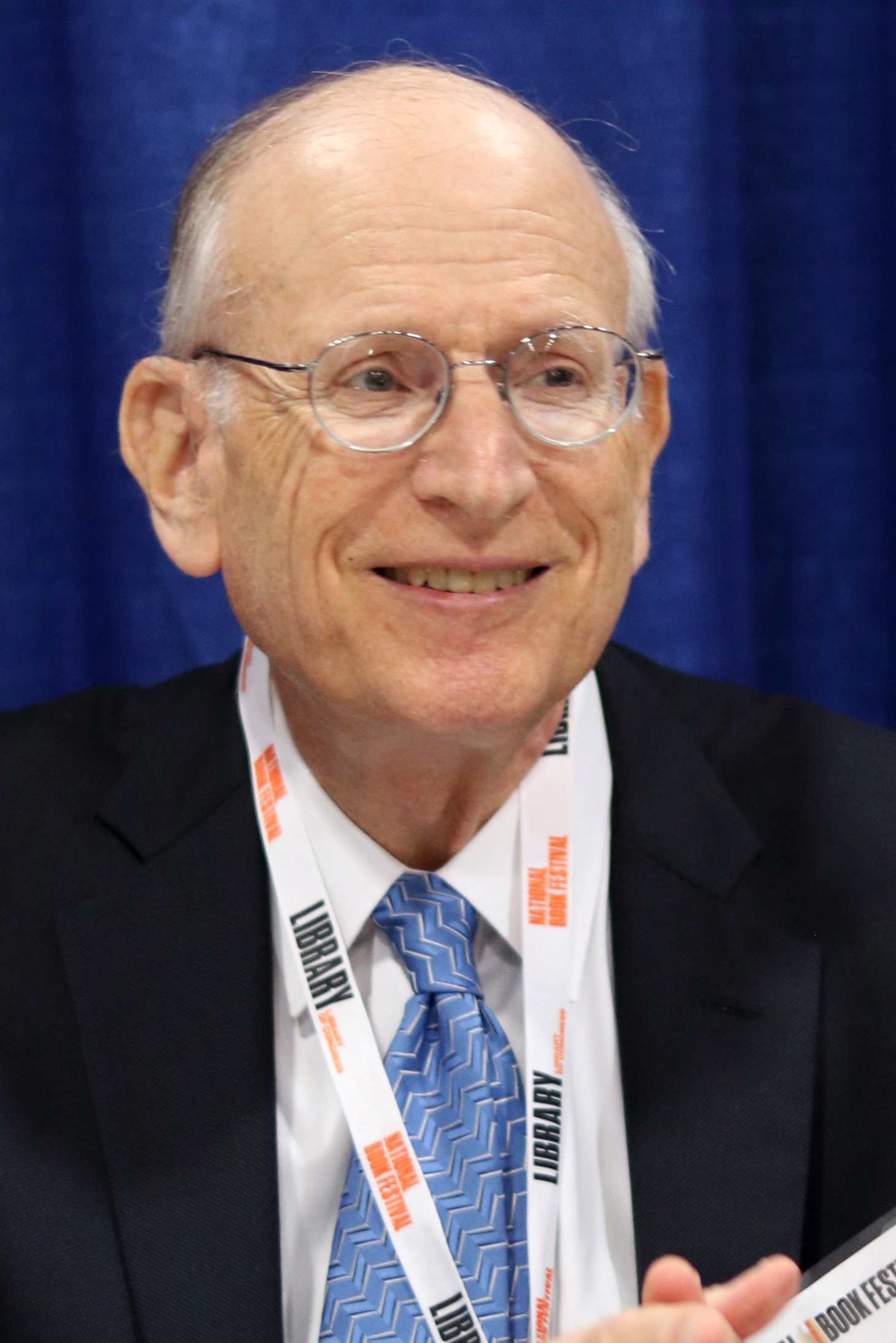
Stuart Eizenstat (2018)

Stuart Elliot Eizenstat (* 15. Januar 1943 in Chicago, Illinois) ist ein amerikanischer Diplomat und Anwalt. Er diente den USA unter anderem als Botschafter bei der Europäischen Union von 1993 bis 1996 sowie als stellvertretender Finanzminister von 1999 bis 2001. Mit dem Ende der Clinton-Regierung wechselte Eizenstat in die Privatwirtschaft und ist seitdem Partner der Kanzlei Covington & Burling in Washington, D.C.

## Werke
- President Carter: The White House Years. St. Martin´s Press, New York 2018, ISBN 978-1-250-10455-7.